# Lubaszewo
Lubaszewo (biał. Любашава; ros. Любашево) – wieś na Białorusi, w obwodzie brzeskim, w rejonie hancewickim, w sielsowiecie Lubaszewo. Od południa sąsiaduję z Hancewiczami.
Dawniej wieś i folwark. W XIX w. opisywane jako miejscowość odludna. W dwudziestoleciu międzywojennym leżało w Polsce, w województwie poleskim, w powiecie łuninieckim, gminie Kruhowicze.
Znajduje tu się przystanek kolejowy Lubaszewo, położony na linii Równe – Baranowicze – Wilno.